# Márcio Jerry
Márcio Jerry Saraiva Barroso (Colinas, 14 de novembro de 1966) é um jornalista, redator e político brasileiro, filiado ao Partido Comunista do Brasil (PCdoB).

## Biografia
Nascido em Colinas (MA), iniciou a militância política em sua cidade natal por meio do movimento estudantil, dando continuidade em São Luís onde cursou os Ensino Médio e Superior.
Formou-se em Comunicação Social pela Universidade Federal do Maranhão (UFMA), tendo presidido o Diretório Central dos Estudantes (DCE). Foi Secretário Geral do Conselho Estadual dos Direitos da Criança e do Adolescente entre 1993 e 1995 e atuou como professor substituto do Departamento de Comunicação Social da UFMA entre 1995 e 2000. Também trabalhou como servidor efetivo no IBGE e  jornalista do governo do estado, além de assessor do Sindicato dos Bancários.
Foi Secretário Municipal de Comunicação do Município de Imperatriz entre 2001 e 2002, na gestão de Jomar Fernandes. Retornou à prefeitura em 2004, na Secretaria de Governo e Projetos Estratégicos. 
Foi Coordenador da Associação Brasileira de Radiodifusão Comunitária entre 2003 e 2004.
Trabalhou na assessoria de políticos: atuou como chefe de gabinete da deputada federal Terezinha Fernandes entre (2003); secretário parlamentar no gabinete do deputado federal Flávio Dino (2007), além de ter sido assessor parlamentar do deputado estadual Rubens Júnior (2011).
Em 2006, candidatou-se a deputado estadual pelo PT, mas não obteve êxito.
Foi coordenador das campanhas de Flávio Dino a prefeito de São Luís (2008) e governador (2010).
Filiou-se ao PCdoB em 2009, tendo sido presidente estadual do partido no Maranhão entre 2013 e 2018.
Entre 2013 e 2014, atuou como secretário de Comunicação do Município de São Luís na gestão de Edivaldo Holanda Júnior. Entre 2015 e 2018, assumiu a Secretaria de Estado de Comunicação Social e Assuntos Políticos (SECAP) na gestão de Flávio Dino.
Nas eleições de 2018 foi eleito deputado federal pelo Maranhão, sendo reeleito em 2022.
Foi secretário estadual das Cidades e Desenvolvimento Urbano no governo de Flávio Dino entre janeiro de 2021 e abril de 2022.

## Desempenho em eleições
| Ano  | Eleição              | Partido | Coligação                                                              | Cargo             | Votos           | Resultado |
| ---- | -------------------- | ------- | ---------------------------------------------------------------------- | ----------------- | --------------- | --------- |
| 2006 | Estadual no Maranhão | PT      | Frente Maranhão Popular                                                | Deputado Estadual | 3.079 (0,13%)   | Suplente  |
| 2018 | Estadual no Maranhão | PCdoB   | Todos pelo Maranhão 1 (PCdoB/PRB/PPS/SD/PROS/ PTC/PTB/PSB/DEM/AVA/PPL) | Deputado Federal  | 134.223 (4,53%) | Eleito    |
| 2022 | Estadual no Maranhão | PCdoB   | Federação Brasil da Esperança(PT/PCdoB/PV)                             | Deputado Federal  | 106.143 (2,86%) | Eleito    |